# Шоссе Аншиета
Шоссе Аншиета (порт. Rodovia Anchieta, официальное обозначение SP-150) — шоссе, соединяющее город Сан-Паулу с побережьем Атлантического океана и городами Кубатан и Сантус. Целиком расположено в бразильском штате Сан-Паулу. На плато шоссе проходит через несколько городов Большого Сан-Паулу, таких, как Сан-Барнарду-ду-Кампо, Сан-Каэтану-ду-Сул, Санту-Андре и Риачу-Гранде, а на подъёме на плато пересекает живописный регион плотин и атлантического леса.
Шоссе Аншьета является гордостью бразильских инженеров из-за сложности его строительства. Шоссе имеет большое число мостов и тоннелей, проходящих через крутые скалы хребта Серра-ду-Мар, это была первая современная мощёная бетоном автодорога, построенная в штате Сан-Паулу в 1930-х годах.
Это одна из самых загруженных автодорог страны из-за движения товаров между Сан-Паулу и портом Сантуса и выезда жителей Сан-Паулу на отдых на океанские пляжи. На шоссе часто возникают пробки, особенно в случае плохой погоды или праздничных дней, когда многие семьи выезжают из Сан-Паулу в Сансус и Гуаруджи.
Шоссе было названо по имени иезуитского миссионера Жозе ди Аншиеты, одного из основателей города Сан-Паулу в 1554 году, который часто использовал лесную тропинку между городами Сан-Висенти, Сан-Паулу и морем.
Шоссе управляется назначенной правительством штата частной компанией Ecovias, которая берет плату за проезд.